# Procellosaurinus erythrocercus
Procellosaurinus erythrocercus é uma espécie do gênero Procellosaurinus.

## Taxonomia
A espécie foi descrita em 1991 por Miguel Trefaut Rodrigues. 